# Yoshiyuki Matsuyama
Yoshiyuki Matsuyama (松山 吉之 Matsuyama Yoshiyuki?,  nacido el 31 de julio de 1966 en Kioto, Kioto) es un exfutbolista japonés que se desempeñaba como centrocampista.
Matsuyama jugó 10 veces y marcó 4 goles para la Selección de fútbol de Japón entre 1987 y 1989. Matsuyama fue elegido para integrar la selección nacional de Japón para los Copa Asiática 1988.

## Trayectoria

### Clubes
| Club               | País  | Año         |
| ------------------ | ----- | ----------- |
| Furukawa Electric  | Japón | 1989 - 1991 |
| Gamba Osaka        | Japón | 1991 - 1996 |
| Kyoto Purple Sanga | Japón | 1997        |

### Selección nacional
| Selección | País  | Año         |
| --------- | ----- | ----------- |
| Absoluta  | Japón | 1987 - 1989 |

## Estadística de equipo nacional
| Selección de Japón | Selección de Japón | Selección de Japón |
| Año                | Part.              | Goles              |
| ------------------ | ------------------ | ------------------ |
| 1987               | 9                  | 4                  |
| 1988               | 0                  | 0                  |
| 1989               | 1                  | 0                  |
| Total              | 10                 | 4                  |